# Образование в Могилёве

## Могилёв в составеВеликого княжества Литовского
Первые школы в Могилёве существовали при церквах и монастырях. В XIV—XV веках школы создавались в крупных имениях, расширялось обучение детей странствующими учителями-самоучками. Курс обучения ограничивался элементарной грамотностью.
В 1590—92 годах в городе при Спасском монастыре основана братская школа, сыгравшая важную роль в развитии просвещения и в борьбе против насильственного насаждения католицизма среди населения. В школе изучали славянский, греческий, латинский, польский, белорусский языки, диалектику, риторику, музыку. Школа давала также некоторые знания по арифметике, геометрии, астрономии, географии.
В 1740-х годах в Могилёве открыта пиарская школа (учебное заведение монашеского католического ордена пиаров), в которой детей воспитывали в духе религиозности и преданности католицизму. Обучение считалось бесплатным, но дети из беднейших слоев выполняли работу по обслуживанию монастыря, школы, пансионата для детей шляхты. Кроме истории, религии и богословия изучали также польский и латинский языки, математику, физику и др.

## Могилёв в составеРоссийской империи
После присоединения Белоруссии к России в городе появились русские школы, училища, гимназии. В 1789 году открыто главное народное училище, на основе которого в 1809 году учреждена мужская гимназия. В 1838 году при ней открыт пансион для учащихся — дворян.
Создавались приходские уездное и частные училища и гимназии, пансионы и школы для детей состоятельных родителей. В 1865 году открыты женская гимназия, повивальная и акушерская, в 1875 году фельдшерская, в 1899 году женская воскресная школы, в 1885 году — реальное училище.
В начале XX века открылись ремесленное училище для мальчиков, коммерческое училище, курсы бухгалтеров, частная музыкальная школа. В 1912 году в городе были 5 гимназий, училища — реальное, коммерческое, женское, 5 подготовительных, 2 городских, 2 еврейских, а также мужское духовное и женское епархиальное училища, духовная семинария, прогимназия, школы — женская 2-классная, 5 церковно-приходских, 2 общеобразовательные.
В 1913 году открыт учительский институт.

## Могилёв в составеБССР
В 1918 году создан городской отдел народного образования, который приступил к осуществлению широкой программы по народному образованию. Для введения всеобуча была проведена перепись детей школьного возраста, создана единая советская школа с 2 ступенями: 1-я — для детей с 8 до 13 лет (5-летний курс обучения) и 2-я — для детей с 13 до 17 лет (4-летний курс обучения). Обучение стало бесплатным.
В 1920 году в городе было 49 школ 1-й ступени и 22—2-й, 43 детских дошкольных учреждения. В 1918 на базе учительского института основан педагогический институт (с 1937 при нём существовал учительский институт), в 1919 году — политехникум имени Коммунаров, в 1928 году — культурно-просветительное училище, в 1930 году — архитектурно — строительный техникум имени Н. К. Крупской, в 1933 году — педагогическое училище, в 1937 году — музыкальное училище. В 1932—36 годах действовал Могилёвский политико-просветительный институт. В предвоенные годы в городе было 22 школы, в которых обучалось 15 тысяч детей, 2 института, 6 средних специальных учебных заведений.
Во время Великой Отечественной войны народному образованию города нанесён огромный ущерб. Но уже к концу 1945 года в Могилёве восстановлено 12 общеобразовательных школ, за парты сели 7,2 тысяч детей.
В первые послевоенные годы работали педагогический и учительский институты, 3 строительные школы, 2 ремесленных училища, 2 училища механизации сельского хозяйства.
В 1945 году вновь открыт строительный техникум, в 1947 году — политехнический техникум.
К 1953 году осуществлён переход ко всеобщему среднему образованию.
В 1961 году — машиностроительный институт и библиотечный техникум, в 1967 году — химико-технологический техникум, в 1973 году — технологический институт.

## Современность
Учебные заведения, работающие в Могилеве в настоящее время (по состоянию на 01.09.2011).

### Вузы
- Белорусско-Российский университет,
  - Институт повышения квалификации и переподготовки кадров Белорусско-Российского университета,
- Могилёвский государственный университет имени А. А. Кулешова,
  - Институт повышения квалификации и переподготовки кадров при Могилёвском государственном университете им. А. А. Кулешова,
- Могилёвский государственный университет продовольствия,
  - Институт повышения квалификации и переподготовки кадров Могилёвского государственного университета продовольствия,
- Белорусский институт правоведения,
- Педагогический факультет Белорусской государственной академии музыки,
- Могилёвский высший колледж МВД Республики Беларусь,
- Могилёвский государственный областной институт развития образования.

### ССУЗы
- Архитектурно-строительный колледж,
- Политехнический колледж,
- Технологический колледж,
- Медицинский колледж,
- Библиотечный колледж им. А. С. Пушкина,
- Социально-гуманитарный колледж,
- Колледж искусств,
- Музыкальный колледж имени Н. А. Римского-Корсакова,
- Училище олимпийского резерва.

### Общее среднее образование
В городе есть 46 школ, 4 гимназии, 4 лицея:
- Могилёвский государственный областной лицей № 1,
- Могилёвский государственный областной лицей № 2,
- Могилёвский государственный областной лицей № 3,
- Лицей Белорусско-Российского университета.